# Kleintier
Mit dem Begriff Kleintiere werden heute Haus- und Heimtiere wie Haushunde und Hauskatzen, kleine Reptilien, Nagetiere und Vögel bezeichnet, welche vom Menschen nicht als wirtschaftliche Nutztiere gehalten werden, sondern als Gefährten in das tägliche Leben einbezogen sind. Unter dem Begriff wurden früher jene Nutztiere verstanden, die – anders als Pferde, Rinder oder Schweine – mit wenig Aufwand gehalten werden konnten, also Geflügel (Hühner, Tauben, Truthähne, Fasane etc.), Hasen und Kaninchen, Singvögel und andere mehr.

## Kleintiere im deutschen Recht

### Mietrecht
Im deutschen Mietrecht gelten nach der sich aus dem Urteil des Bundesgerichtshofes (BGH) vom 14. November 2007 (VIII ZR 340/06) ergebenden Abgrenzung solche Tiere als Kleintiere, die in geschlossenen Behältnissen gehalten werden, also nicht frei in der Wohnung oder im Haus umherlaufen. Kleintiere sind also Tiere, die keine Störungen bei Nachbarn hervorrufen können und keine Schäden an der Wohnung verursachen, sofern sie in üblicher Zahl und Art gehalten werden. Darunter fallen zum Beispiel Wellensittiche, Hamster, Hauskaninchen, Meerschweinchen, Rennmäuse, Zierfische und ähnliche Tiere. Eine Kleintierhaltung ist in Mietwohnungen immer erlaubt und kann nicht untersagt werden. Der Mieter ist berechtigt, die Mietsache im Rahmen eines vertragsgemäßen Gebrauchs zu nutzen. In Rechtsprechung und Literatur herrscht im Wesentlichen Einigkeit darüber, dass in diesem Rahmen das Halten von Kleintieren sowie Hunden und Katzen zum vertragsgemäßen Mietgebrauch gehört und deshalb vom Vermieter nicht untersagt werden kann.
Seit dem 20. März 2013 existiert ein Urteil des BGH (VIII ZR 168/12), das ein generelles Verbot der Tierhaltung von Hunden und Katzen untersagt. Falls der Mietvertrag oder die Hausordnung eine Haltung von Hunden oder Katzen verbieten, ist dies eine Einschränkung des Gebrauchs der Mietsache und rechtlich nicht bindend. Die Tierhaltung unterliegt dem Recht auf freie Persönlichkeitsentfaltung. Ein generelles Verbot der Haltung von Hunden und Katzen ist daher eine Persönlichkeitsrechtsverletzung des Mieters und unzulässig. Im Übrigen steht einem Mieter die Haltung einer Tierart unter dem Aspekt der Gleichbehandlung zu, wenn einem anderen Hausbewohner die Haltung selbiger Tierart gestattet worden ist. Stören die Tiere jedoch andere Mieter, muss dies als Einzelfall geprüft werden.

### Baurecht
Bezüglich Tierhaltung sind im deutschen Baurecht Regelungen zu Kleintieren in § 14 Abs. 1 Satz 2 Baunutzungsverordnung enthalten. Dementsprechend sind nur Tiere erfasst, deren Haltung in Baugebieten typischerweise üblich und ungefährlich ist und – bei Wohngebieten zusätzlich – typischerweise der im Rahmen der Wohnnutzung liegenden Freizeitbetätigung dienen. Unter baurechtlichen Gesichtspunkten können aber Ziegen, Schafe und Schweine durchaus als Kleintiere eingestuft werden. Jedoch ist eine Einzelfallbeurteilung in der Regel unumgänglich, um zu prüfen, ob das Gebot der Rücksichtnahme eingehalten ist.

## Kleintiere in der Veterinärmedizin
In der Veterinärmedizin werden Haushunde und Hauskatzen zu den Kleintieren im engeren Sinne gezählt und stellen das typische Klientel einer Kleintierpraxis dar, während Kleinsäuger, Ziervögel und Reptilien in Hobbyhaltung zumeist als Heimtiere abgegrenzt werden.

## Kleintierzucht
In Europa sind die Kleintierzuchtverbände zur Entente Européenne d’Aviculture et de Cuniculture zusammengeschlossen.